# Gran Gasoducto del Sur
El Gran Gasoducto del Sur (también conocido como Gasoducto Venezuela-Argentina) fue un proyecto para la construcción de un gasoducto de gran capacidad para gas natural de entre 8.000 y 15.000 kilómetros de longitud y que conectaría Venezuela, Brasil y Argentina. El coste total de esta infraestructura era estimado entre los 17 y 23 mil millones de dólares.

## Historia
El 9 de diciembre de 2005, durante la XXIX Cumbre del Mercosur celebrada en Montevideo, los ministros de Energía de Argentina, Brasil y Venezuela  acordaron un Memorando de Entendimiento en Materia de Interconexión Gasífera. Poco después, el 19 de enero de 2006, los presidentes de los tres países, Néstor Kirchner, Luiz Inácio Lula da Silva y Hugo Chávez, reunidos en Brasilia, dieron luz verde al macroproyecto energético, que decidieron bautizar como "gran gasoducto del sur" y desarrollar en el marco de la iniciativa Petrosur.
En julio de 2007, el presidente venezolano Chávez reconoció que el interés por su construcción se había "congelado". Esta declaración fue posterior a que en junio de ese mismo año José Sergio Gabriell, presidente de Petrobras, afirmase que pasarían entre 25 y 30 años antes de que el gasoducto estuviera en funcionamiento.

## Trazado
Nunca ha sido definido el trazado exacto y completo del gasoducto. Sólo se reveló que los primeros 2.950 kilómetros de recorrido partirían de Puerto Ordaz (Venezuela), atravesarían los estados brasileños de Rondônia, Amazonas y Amapá hasta llegar a Marabá, en el estado de Pará. En Manaus el gasoducto debería ser conectado a los gasoductos Urucu–Manos y Urucu-Porto Velho. A su vez estaba planeado un ramal de 1.380 kilómetros desde Marabá hasta Fortaleza. En Fortaleza el gasoducto podría ser conectado a la red que se extiende hasta Salvador de Bahía y al gasoducto GASENE.
La segunda parte del gasoducto, de 1.977 kilómetros de longitud, debería unir Marabá con el Estado de Sao Paulo. Desde ahí, debería continuar 1.875 kilómetros hasta la frontera entre el Estado de Rio Grande do Sul y Uruguay, para terminar su recorrido en Argentina.

## Especificaciones técnicas
El sector entre Puerto Ordaz y Marabá fue planificado para que el gasoducto tuviera un diámetro de 1.700 mm y 13 estaciones de compresión de 25.000 cv cada una. Entre Marabá y Fortaleza el diámetro de la conducción decrecería gradualmente desde los 910 mm hasta los 810 mm, con la previsión de instalar 5 estaciones compresoras de 15.000 cv. El caudal final de gas natural que debería llegar a Fortaleza fue estimado en 12.75 mil millones de metros cúbicos anuales. El sector de gasoducto entre Marabá y Sao Paulo tendría, según lo planificado, un diámetro de 1.370 mm e incluir 8 estaciones de compresión de 20.000 cv. A Sao Paulo deberían llegar 15 mil millones de metros cúbicos anuales. El último sector, entre Brasil y Argentina, debería tener capacidad para 18 mil millones de metros cúbicos anuales y contar con 8 estaciones de 15.000 cv.

## Financiación
El proyecto sería financiado por Petróleos de Venezuela S.A., la Corporación Andina de Fomento y la Caixa Econômica Federal; con la posible participación de otras instituciones públicas e inversores privados.